# Stupnički Obrež
 Stupnički Obrež  falu Horvátországban Zágráb megyében. Közigazgatásilag Stupnik községhez tartozik.

## Fekvése
Zágráb központjától 12 km-re délnyugatra, a régi károlyvárosi út és az A3-as autópálya között fekszik.

## Története
1857-ben 73, 1910-ben 145 lakosa volt. Trianon előtt Zágráb vármegye Szamobori járásához tartozott. Stupnik községet 1995-ben alapították, 1996 februárjában  választották le a főváros területéről. A falunak 2011-ben 340 lakosa volt.

## Lakosság
| Lakosság változása | Lakosság változása | Lakosság változása | Lakosság változása | Lakosság változása | Lakosság változása | Lakosság változása | Lakosság változása | Lakosság változása | Lakosság változása | Lakosság változása | Lakosság változása | Lakosság változása | Lakosság változása | Lakosság változása | Lakosság változása |
| ------------------ | ------------------ | ------------------ | ------------------ | ------------------ | ------------------ | ------------------ | ------------------ | ------------------ | ------------------ | ------------------ | ------------------ | ------------------ | ------------------ | ------------------ | ------------------ |
| 1857               | 1869               | 1880               | 1890               | 1900               | 1910               | 1921               | 1931               | 1948               | 1953               | 1961               | 1971               | 1981               | 1991               | 2001               | 2011               |
| 73                 | 84                 | 76                 | 96                 | 137                | 145                | 118                | 125                | 152                | 142                | 145                | 150                | 172                | 187                | 246                | 340                |

## Külső hivatkozások
- Stupnik község hivatalos oldala
- A község információs portálja
- A stupnik-lučkoi plébánia honlapja